# Crocus Hill
La Crocus Hill, ad una quota di 65 m s.l.m. è il rilievo più alto di Anguilla.  

## Descrizione
La collina si trova nei pressi di The Valley, la capitale dell’isola. La Crocus Bay,  una baia ad ovest del rilievo, prende il nome dalla Crocus Hill.